# Wonnoporka białobrązowa

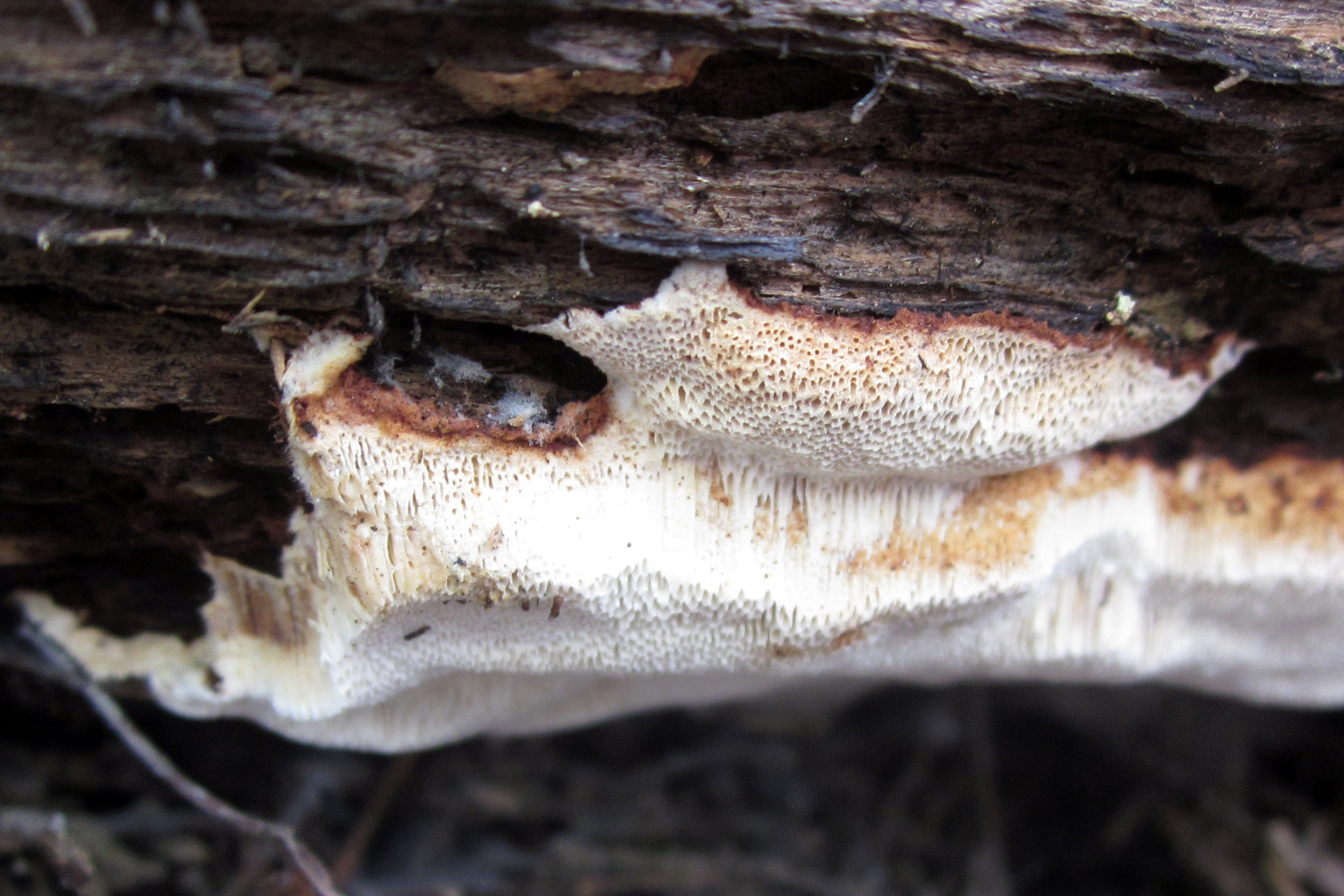
Młody owocnik

Wonnoporka białobrązowa, jamkówka białobrązowa (Anthoporia albobrunnea (Romell) Karasiński & Niemelä) – gatunek grzybów z rodziny pniarkowatych (Fomitopsidaceae).

## Systematyka i nazewnictwo
Pozycja w klasyfikacji: Anthoporia, Fomitopsidaceae, Polyporales, Incertae sedis, Agaricomycetes, Agaricomycotina, Basidiomycota, Fungi.
Po raz pierwszy gatunek ten zdiagnozował w 1911 r. Lars Romell nadając mu nazwę Polyporus albobrunneus. W 2016 r. Dariusz Karasiński i Tuomo Niemelä przenieśli go do monotypowego rodzaju Anthrodia
Niektóre synonimy nazwy naukowej:

- Antrodia albobrunnea (Romell) Ryvarden 1973
- Coriolellus albobrunneus (Romell) Domański 1974
- Leptoporus albobrunneus (Romell) Pilát 1938
- Piloporia albobrunnea (Romell) Ginns 1984
- Polyporus albobrunneus Romell 1911
- Poria albobrunnea (Romell) D.V. Baxter 1939
- Poria dichroa Bres. 1925
- Tyromyces albobrunneus (Romell) Bondartsev 1953

Stanisław Domański w 1965 r. nadał mu polską nazwę białak białobrązowy, Władysław Wojewoda w 2003 r. zaproponował nazwę jamkówka białobrązowa. Po przeniesieniu do rodzaju Anthoporia obydwie nazwy stały się niespójne z nazwą naukową. Karasiński i Niemelä w 2016 r. zaproponowali nazwę wonnoporka białobrązowa.

## Morfologia
Owocnik
Jednoroczny, rzadziej wieloletni, rozpostarty, o kształcie eliptycznym lub nieregularnym, miękki i korkowaty. Osiąga długość do 40 cm, średnicę do 8 cm i grubość do 1 cm. Brzeg włóknisto-rzęskowy, na szerokości do 7 mm jest sterylny, w młodych owocnikach biały, w starszych rdzawoczerwonobrązowy. Stare i martwe owocniki stają się brunatne. Pory okrągłe lub kanciaste, początkowo szarobiałe lub kremowe, potem szarobrązowe do cynamonowobrązowych. Na 1 mm długości mieści się ich 3-5, ale czasami zdarzają się pory większe i wydłużone. Subikulum szarobiałe. Pod mikroskopem stereoskopowym widoczna jest w nim na styku z drewnem cienka, czarnobrązowa warstwa. Owocniki młode i w trakcie suszenia wydzielają owocowy zapach.
Cechy mikroskopowe
Brak cystyd i innych sterylnych elementów hymenium, ale czasami końcówki strzępek przenikają do niego. Podstawki maczugowate, 4-sterygmowe, 15–20 × 4–6 µm ze sprzążką w podstawie. Bazydiospory serdelkowate do cylindrycznych, szkliste, cienkościenne, gładkie, nieamyloidalne, 5–7 × 1,5–2 µm.

## Występowanie i siedlisko
Znane jest występowanie wonnoporki białobrązowej w Europie, Ameryce Północnej, Rosji i na Nowej Zelandii. Na Półwyspie Skandynawskim jest częsta. W Polsce do 2020 r. podano tylko 3 jej stanowiska; jedno historyczne i dwa współczesne – wszystkie w Puszczy Białowieskiej. Znajduje się na Czerwonej liście roślin i grzybów Polski. Ma status E – gatunek wymierający. W latach 1995–2004 objęta była ochroną częściową, a od roku 2004 – ochroną ścisłą bez możliwości zastosowania wyłączeń spod ochrony uzasadnionych względami gospodarki rolnej, leśnej lub rybackiej.
Grzyb saprotroficzny nadrzewny. Występuje w starych, dobrze zachowanych lasach sosnowych, mieszanych i grądach. Owocniki tworzy od lipca do sierpnia, ale ich pozostałości utrzymują się na drewnie dość długo. Grzybnia rozwijająca się w drewnie jest trwała i w następnych latach znowu tworzą się owocniki aż do rozkładu drewna. Rozwija się na drewnie drzew iglastych, głównie sosny, rzadziej świerka. Powoduje zgniliznę brunatną drewna.

## Gatunki podobne
Wonnoporka białobrązowa może być pomylona z wieloma innymi gatunkami grzybów nadrzewnych o rozpostartym owocniku, zwłaszcza z różnymi gatunkami z rodzaju Antrodia (jamkówka). Najbardziej podobna jest pospolita jamkokora rzędowa Neoantrodia serialis rozwijająca się głównie na świerkach. Jej owocniki są masywniejsze i przeważnie rozpostarto-odgięte, często bardzo długie. Odróżniają się także cechami mikroskopowymi, zwłaszcza zarodnikami.